# Carl Suhrlandt
Carl Friedrich August Suhrlandt (* 10. Juli 1828 in Ludwigslust; † 2. November 1919 in Kochel am See) war ein deutscher Maler.

## Leben
Carl Suhrlandt stammte aus einer mecklenburgischen Malerfamilie und war der Sohn des Hofmalers Rudolph Suhrlandt und dessen Frau, der Lithografin Wilhelmine Suhrlandt (1803–1863). Die Geigerin und Malerin Pauline Soltau (1833–1902) war seine Schwester.
Er erhielt seinen ersten Zeichenunterricht bei seinem Vater und studierte Bildhauerei bei Christian Daniel Rauch in Berlin. 1851 ging er nach Paris, um Malerei bei Ary Scheffer zu studieren. 1859/60 war er in Kopenhagen und 1861 in St. Petersburg, wo er Mitglied der Kaiserlichen Kunstakademie wurde.
Anschließend war in Schwerin tätig, wo er 1874 von Großherzog Friedrich Franz II. zum Professor ernannt wurde. 1898 zog er nach München. Neben Porträts und Historienbildern war er ein gefragter Pferdemaler und hielt sich dafür mehrfach in England auf.

## Werke

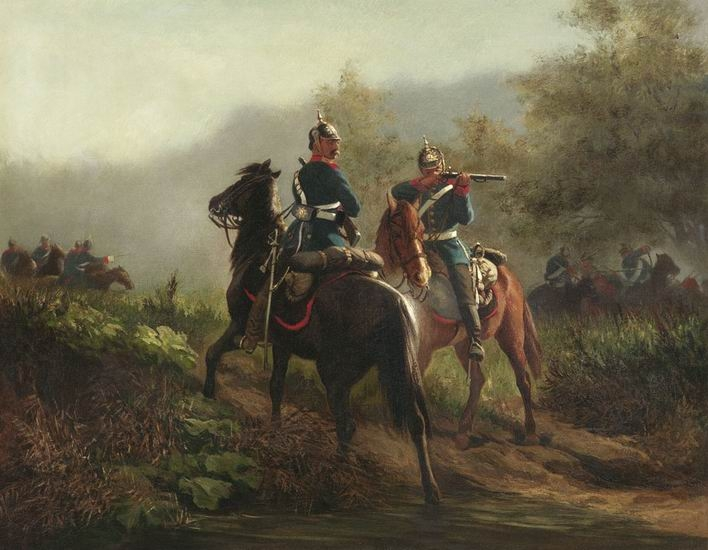
Manöver

- Porträtzeichnungen (1848/49): Adolf Seinhäuser, Gaston Lenthe, Ernst Gillmeister, Friedchen Brückner[Anm 2], Theodor Schloepke, Kupferstichkabinett, Staatliches Museum Schwerin
- Galilei im Gefängnis (1853)
- Russischer Pferdehändler (1874)
- Ochsenhändler
- Schmuggler an der russischen Grenze
- Ausgetriebene Kuhherde
- Betrunkener Bauer mit Dreigespann
- Altargemälde für die Dorfkirche Alt-Brenz
- 1883 Vollendung von Theodor Schloepkes Monumentalgemälde Einzug des Großherzogs FF II. an der Spitze des Mecklenburg-Schweriner Kontingents in Schwerin (am 14. Juni 1871), nach Restaurierung 2008 heute im Schweriner Schloss